# Famille von Kleist
Pour les articles homonymes, voir Kleist.
La famille von Kleist est le nom d'une vieille famille noble originaire de Poméranie ultérieure, qui a pu s'étendre au-delà de la Poméranie vers le Brandebourg, la Bavière, l'électorat de Cologne, la Bohême, le Danemark, la Silésie, la Prusse, la Courlande et la Suède. Des branches de la famille existent encore aujourd'hui.
Le descendant le plus connu de la famille est le poète Heinrich von Kleist.

## Histoire
La famille Kleist est documentée pour la première fois avec Klest de Densin et son frère Prissebur en 1289, lorsque tous deux sont témoins du transfert de propriété de 200 hectares de terre au monastère de Buckow (de) par Pribislav II dans le pays de Belgard. Le premier est considéré comme l'ancêtre de la famille, et c'est avec lui que débute la lignée continue. La famille partage la même souche et les mêmes armoiries que les Woedtke (de). Les familles poméraniennes de Bulgrin, Butzke, Kranksporn et Wusseken, aujourd'hui toutes éteintes, ont également un blason identique. On suppose que la famille Kleist est d'origine wende. Un lien avec le chevalier Conradus Clest, documenté 1248-1284, et son frère Bertholdus Clest (mort avant 1269) repose uniquement sur des hypothèses. Conradus Clest, maréchal ducal de Poméranie, qui apparaît une fois dans un document de 1263 sous le nom de Conradi militis dicti Cleist, est un seigneur lige du Brandebourg et de la Poméranie. Une origine allemande est postulée pour sa famille.
Au XIVe siècle, la famille se divise en trois lignées principales : Tychow - Dubberow, Muttrin - Damen et Raddatz (éteinte en 1793). En 1477, les Kleist obtiennent l'inféodation totale de leurs biens poméraniens. Ce privilège signifie qu'en cas de décès d'un vassal sans fils, un fief ne revient pas au suzerain, mais qu'il est transmis au membre masculin de la famille le plus proche. Ces conditions favorables permettent à la famille d'atteindre son apogée au début du XVIIIe siècle, avec 190 membres masculins en une génération.
Dans les guerres de 1740 à 1763, la famille perd 53 hommes. L'importance de la famille pour l'armée prussienne est également évidente du fait que c'est la famille qui, avec 30 récipiendaires, présente le plus grand nombre de personnes récompensées par l'Ordre Pour le Mérite.
Du 2 juillet 1857 jusqu'à la révolution de 1918, les Kleist possèdent le droit de présentation à la chambre des seigneurs de Prusse, qui n'est accordé qu'à 17 autres familles. Les énormes changements survenus dans la première moitié du XXe siècle entraînent en outre la perte du berceau familial et de 30 domaines à l'est de l'Elbe.

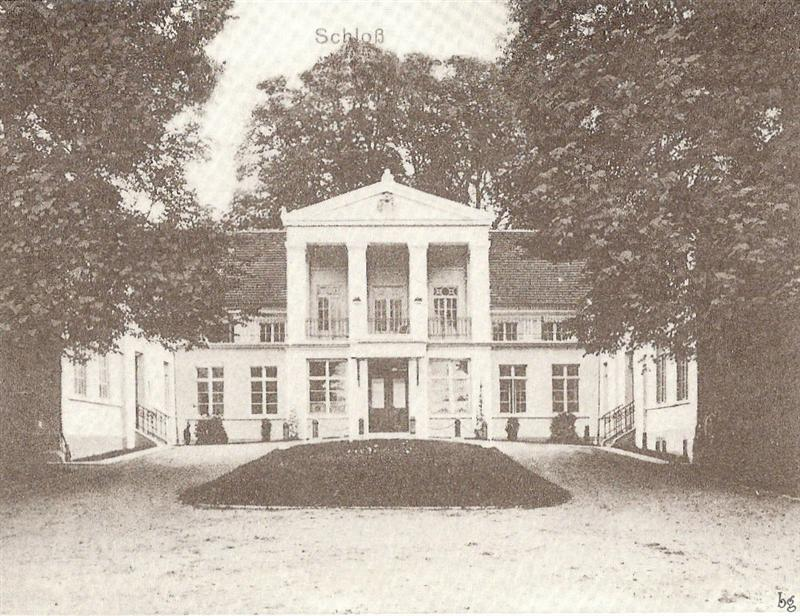
Manoir de Groß-Tychow
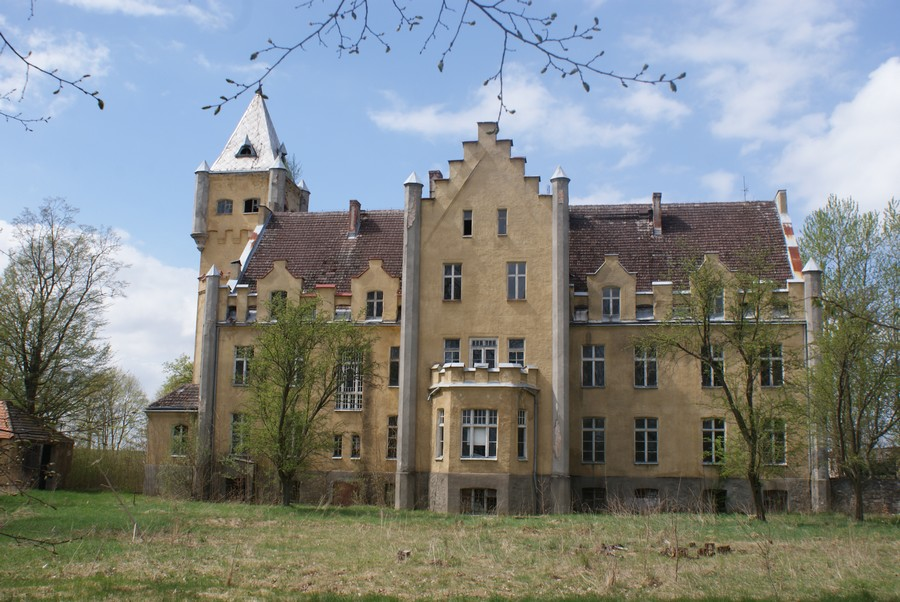
Manoir de Klein-Dubberow
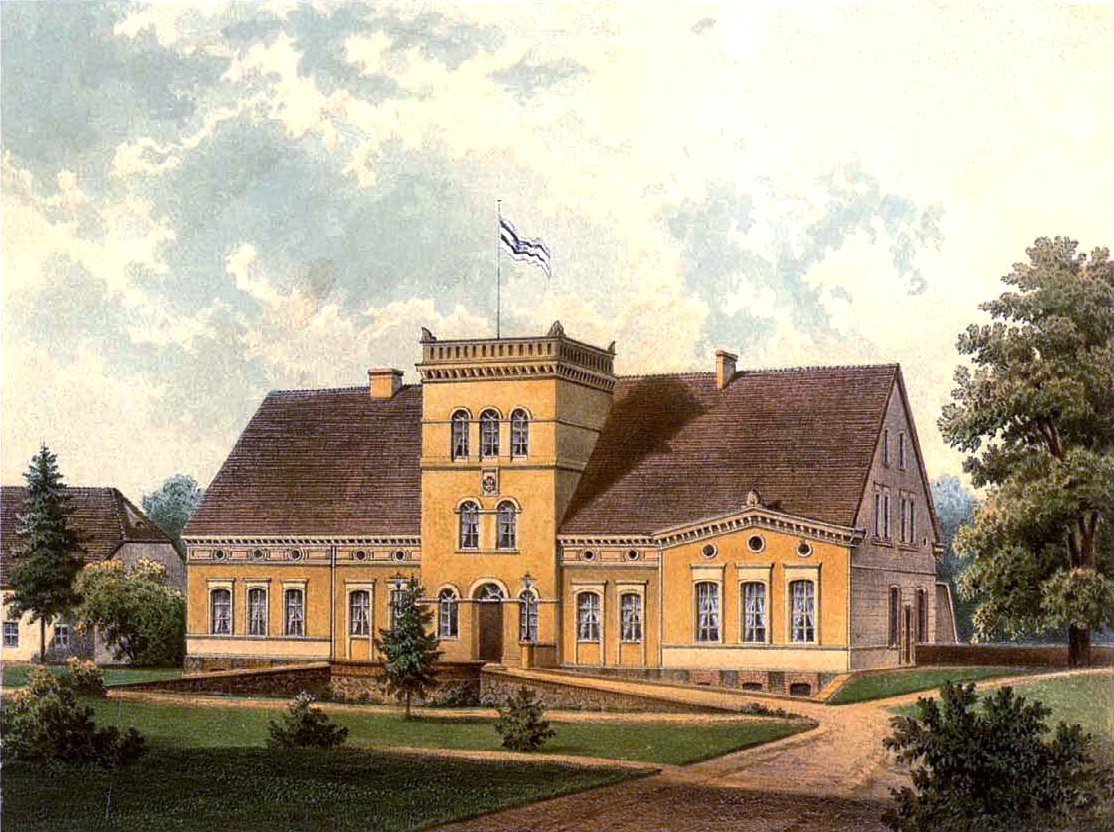
Manoir de Schmenzin (de)

### Droit de présentation à la chambre des seigneurs de Prusse
En 1857, le roi Frédéric-Guillaume IV accorde à la famille le droit de présentation à la chambre des seigneurs de Prusse. La famille est ainsi la onzième famille à recevoir ce droit, après que 10 familles ont déjà reçu le droit en 1854.
Lors de la présentation de l'Association de la famille poméranienne von Kleist, les personnes suivantes sont présentes dans la chambre des seigneurs de Prusse :
- 1858-1892 : Hans Hugo von Kleist-Retzow (1814-1892), haut président de la province de Rhénanie[3]
- 1892-1909 : Hugo von Kleist-Retzow (de) (1834-1909), propriétaire du domaine[3]
- 1910–1918 : Georg von Kleist (1852–1923), propriétaire de fidéicommis et général de cavalerie[4]

### Élévations
Le maréchal prussien Friedrich von Kleist (1762-1823) est élevé au rang de comte prussien à Paris le 3 juin 1814 avec le suffixe von Nollendorf en référence à sa victoire à Nollendorf.
Le chasseur et major prussien, Wilhelm von Kleist (1791-1860), neveu du dernier comte vom Loss, est élevé au rang de comte prussien sans restriction le 21 mars 1823 à Berlin sous le nom de Kleist vom Loss, conformément au principe de primogéniture. Son fils, le comte Conrad von Kleist (1839-1900), héritier de Groß-Autz (de) et Sirmeln en Courlande, s'immatricule le 4 mars auprès de la chevalerie de Courlande. Erika, comtesse Kleist vom Loss (1878-1920), est inscrite à titre posthume dans le registre de la noblesse saxonne sous le numéro 563 le 10 septembre 1921.
Les Kleist de la maison Zützen, liés à la possession du fidéicommis de Zützen avec (Wendisch) Gersdorf et suivant également le principe de la primogéniture, sont élevés au rang de comtes prussiens le 10 octobre 1840 à Berlin, par diplôme du 1er juin 1863 du major prussien en retraite Eduard von Kleist (1795-1852). Son frère, l'administrateur prussien de l'arrondissement de Schweinitz, le baron Gustav von Kleist (1801-1884), est autorisé à conserver son titre de baron ad personam par un ordre extraordinaire du cabinet du 13 septembre 1862.
Selon le principe de primogéniture et lié à la propriété de Wendisch-Tychow, le chambellan prussien et plus tard vice-maître des cérémonies, Ewald von Kleist (de) (1821-1892) est élevé au rang de comte prussien par ordre extraordinaire du cabinet à Berlin le 27 août 1869, avec diplôme du 20 août 1873.
Lié au fidéicommis de Möthlow et Groß-Tychow avec Alt-Bukow, l'administrateur de l'arrondissement de Belgard-sur-la-Persante (de) et capitaine de la réserve Wolf Friedrich von Kleist-Retzow (de) reçoit le 16 juin 1913 à Berlin le titre de comte prussien.
Le premier lieutenant prussien et héritier de Tüppelsgrün en Bohême, Heinrich Werner Eduard von Kleist de la branche de Redel (1797-1876), est élevé au rang de baron prussien à Berlin le 6 mai 1831.
De la branche de Rath (de), le baron Friedrich von Kleist (1770-1861) obtient la reconnaissance prussienne de la qualité de baron par un rescrit ministériel à Berlin le 14 septembre 1829. Ses frères, le baron Werner von Kleist (1861-1917), cadet prussien, et le baron Ewald von Kleist (1840-1881), secrétaire secret prussien au ministère de la Guerre, obtiennent le droit d'utiliser le titre de baron à Berlin le 25 avril 1941 selon le rescrit du bureau du héraut. Décerné en juin 1877. Le troisième frère, Freiherr Karl von Kleist (1865–1943), colonel, obtient le 22 juin 1929 à Berlin, par décision du département des questions de noblesse, l'autorisation d'être admis dans le Gotha F (noblesse baronniale), son titre de baron n'est pas contesté.
Les Kleist de la branche de Susten s'immatriculent le 10 mai 1841 à la chevalerie de Courlande (de). La reconnaissance russe du droit d'utiliser le titre de baron par Senatsukase a lieu le 21 septembre 1853 et le 3 avril 1862. Le 30 août 1861 à Ostende, le premier lieutenant prussien, le baron Carl Heinrich von Kleist de la brache d'Elkesem (1801-1870), reçoit la permission prussienne de continuer le titre de baron par ordre extraordinaire du cabinet.
Avec les von Bornstedt (de), l'association prusienne de noms et des armoiries Kleist von Bornstedt est approuvée à Berlin le 11 avril 1803 pour le premier lieutenant prussien et commissaire de fidéicommis à Hohennauen, Franz Otto von Kleist de la branche de Segenthin (1771-1825), héréditaire de son frère, le capitaine d'état-major prussien Ludwig Karl von Kleist (1772-1854). Issu de cette lignée, le général d'infanterie prussien Jakob Friedrich von Rüchel-Kleist (1778-1848) s'appelle depuis le 2 janvier 1810 von Rüchel, sinon von Kleist ou encore von Rüchel-Kleist, d'après son beau-père et père adoptif, le général Ernst von Rüchel (1754-1823), dont la famille s'est éteinte.
Le 13 février 1839, à Berlin, le nom et les armoiries de Johann Georg von Kleist (de), héritier de Kieckow et Möthlow, de la branche de Groß-Tychow (1771-1844). Le 5 octobre 1840, il reçoit la dignité héréditaire de maître cuisinier héréditaire de Poméranie ultérieure.
Avec les von Ditfurth, une association prussienne de noms et d'armoiries von Kleist-Ditfurth est créée à Berlin le 24 avril 1887 pour le lieutenant royal prussien du 4e régiment à pied de la Garde, Sigismund von Kleist de la branche de Zadtkow (1848–1911), neveu et depuis août 1886 fils adoptif du lieutenant-général prussien Barthold von Ditfurth de la brache de Dankersen (1826–1902). L'association de noms et d'armoiries est annulée pour ce dernier le 21 octobre 1901.
La famille Kleist de la brache de Krummensee reçoit l'autorisation du département des questions de droit de la noblesse de reprendre leur lignée du Gotha B (noblesse par lettres) dans la lignée A (noblesse primitive).

### Familles de la noblesse de lettres
Le lieutenant-colonel prussien et directeur des fortifications de Königsberg et plus tard lieutenant-général Franz Wilhelm Kleist (de) (1806-1882), fils naturel du lieutenant-colonel ingénieur prussien Wilhelm Franz von Kleist de la blason de Krummensee (1765-1817), reçoit le 8 octobre 1860 la légitimation de noblesse prussienne en ajoutant un blason paternel légèrement modifié.
Agnes Charlotte Auguste Ganske (1836-1868), fille naturelle et adoptive du chambellan prussien Xaver von Kleist (de) de la branche de Zützen (1798-1866), est anoblie à Berlin le 30 mars 1863 en reprenant le nom et les armoiries de son père.

### Association familiale
L'association familiale Kleist est fondée le 22 juin 1857 à Stettin à propos de l'octroi du droit de présentation à la chambre des seigneurs de Prusse le 2 juillet 1857. L'une des premières mesures est de publier une histoire familiale. Une histoire familiale complète est étudiée, écrite et publiée de 1862 à 1886 par les célèbres historiens et chercheurs locaux poméraniens Gustav Kratz, Johann Ludwig Quandt, George Adalbert von Mülverstedt, Wilhelm Stettin et Heinrich Kypke.
Le 1er octobre 1955, l'association familiale est restituée, et depuis 1957, elle a la forme juridique d'une association enregistrée. En 1980, elle publie la suite de l'histoire familiale. Des journées familiales sont organisées tous les deux ans.
Avant la Seconde Guerre mondiale, l'association familiale a rassemblé des documents dans les archives du domaine familial de l'époque, constitué un important fonds photographique et déposé les documents aux archives provinciales de Stettin. Ces documents ne sont plus disponibles aujourd'hui.
Les archives familiales nouvellement créées par l'association familiale après 1945 se trouvent dans les archives de la ville de Hamm.

## Armes
Le blason de la famille montre une fasce de gueules sur champ d'argent accompagnée de deux renards roux en fuite. Sur le casque avec des couvertures rouges et blanches, trois lances de bâillon en fer avec des tiges dorées se déploient sur trois roses (blanche, rouge et blanche).
Il existe également un certain nombre d'autres armoiries dans la famille, qui sont illustrées dans l'histoire générale de la famille répertoriée.

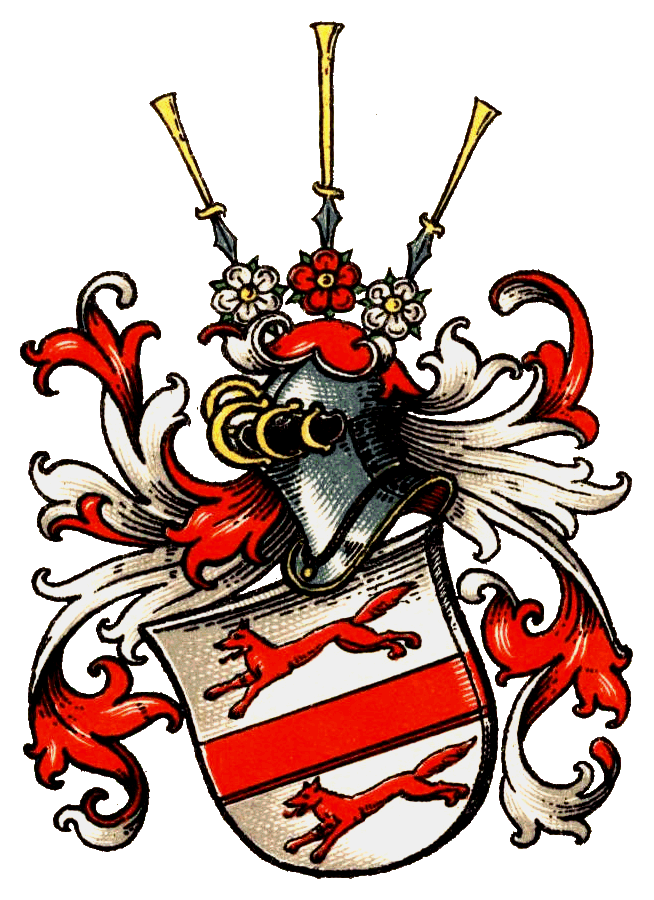
Armoiries de la famille von Kleist dans les armoiries de la noblesse westphalienne

## Personnalités
- Georg Kleist (de) (1435–1508), bailli de Rügenwalde et chancelier du duc Bogusław X de Poméranie
- Wilhelm von Kleist (de) (mort en 1606), bailli de Stolp et Schlawe
- Jakob von Kleist (de) (mort en 1625), chef du bureau de Neustettin
- Peter Rüdiger von Kleist (de) (mort en 1684), administrateur d'arrondissement poméranien
- Ewald von Kleist (de) (1615–1689), diplomate brandebourgeois
- Ewald Joachim von Kleist (de) (1657–1716), administrateur d'arrondissement poméranien et diplomate brandebourgeois
- Ewald von Kleist (de) (1667–1746), Generalleutnant de l'électorat de Cologne
- Henning Alexander von Kleist (de) (1676/1677–1749), Generalfeldmarschall prussien
- Andreas Joachim von Kleist (de) (1678–1738), colonel prussien, 1736/38 chef du 14e régiment d'infanterie
- Hans Joachim von Kleist (de) (1685–1753), administrateur de l'arrondissement de Belgard-sur-la-Persante (de)
- Franz Ulrich von Kleist (de)(1688–1757), Generalleutnant prussien
- Friedrich Ludwig von Kleist (de) (1694–1757), Generalmajor prussien, 1756–1757 chef du 9e régiment d'infanterie (de)
- Hans Kaspar von Kleist (de) (1698–1745), Oberstleutnant prussien
- Ewald Georg von Kleist (de) (1698–1768), Generalmajor prussien et commandant des forts prussiens de Neisse
- Ewald Georg (Jürgen) von Kleist (1700–1748), juriste, pasteur (luthérien) et physicien
- Werner Heinrich von Kleist (de) (1703–1765), Generalmajor prussien
- Georg Friedrich von Kleist (de) (1707–1765), preußischer Generalleutnant
- Henning Alexander von Kleist (de) (1707–1784), Generalleutnant prussien, gouverneur de la  citadelle de Spandau et chef du régiment de fusiliers „Münchow“
- Karl Wilhelm von Kleist (de) (1707–1766), Oberst prussien et chevalier de l'ordre Pour le Mérite
- Reimar von Kleist (de) (1710–1782), Generalmajor prussien, 1770/75 chef du régiment de carabiniers du Corps
- Primislaff Ulrich von Kleist (de) (1711–1781), Generalmajor prussien
- Ewald Christian von Kleist (1715–1759), officier prussien et écrivain
- Georg Ernst von Kleist (de) (1716–1785), administrateur de l'arrondissement de Neustettin
- Clemens August von Kleist (de) (1720–1797), Generalleutnant de l'électorat de Cologne
- Friedrich Wilhelm Gottfried Arnd von Kleist (de) (1724–1767), Generalmajor prussien, le „Kleist vert“
- Hans Joachim von Kleist (de) (1725–1789), officier prussien et administrateur d'arrondissement poméranien
- Peter Christian von Kleist (de) (1727–1777), Oberst prussien et chevalier de l'ordre Pour le Mérite
- Adolph Bogislaff von Kleist (de) (1729–1760), Leutnant prussien et chevalier de l'ordre Pour le Mérite
- Ferdinand Caspar von Kleist (de) (1729–1812), Generalwachtmeister de l'électorat de Cologne
- Wilhelm Heinrich von Kleist (de) (1735–1806), Oberst prussien
- Hans Reimar von Kleist (de) (1736–1806), Generalmajor prussien
- Franz Kasimir von Kleist (1736–1808), General der Infanterie prussien, gouverneur militaire de la forteresse de Magdebourg
- Otto Bogislaff von Kleist (de) (1744–1818), administrateur de l'arrondissement de Belgard-sur-la-Persante
- Friedrich von Kleist (de) (1746–1820), directeur d'arrondissement saxon
- Ludwig Franz Philipp Christian von Kleist (de) (1748–1809), Oberst prussien et chevalier de l'ordre Pour le Mérite
- Heinrich Wilhelm Friedrich von Kleist (de) (1751–1825), président de la Cour prussien
- Friedrich Wilhelm von Kleist (1752–1822), Oberst prussien et chevalier de l'ordre Pour le Mérite
- Leopold von Kleist (de) (1752–1830), officier saxon, chevalier de l'ordre militaire de Saint-Henri, récipiendaire de la Légion d'honneur
- Marie von Kleist (de) (1761–1831), dame de cour de la reine consort Louise de Prusse
- Friedrich Kleist von Nollendorf (1762–1823), Generalfeldmarschall prussien
- Friedrich Anton Ulrich Carl Leopold von Kleist (de) (1765–1833), Generalmajor prussien
- Franz Alexander von Kleist (1769–1797), poète
- Friedrich Carl Gottlob von Kleist (de) (1771–1847), major prussien et chevalier de l'ordre Pour le Mérite
- Hans Jürgen von Kleist-Retzow (de) (1771–1844), homme politique prussien, administrateur de l'arrondissement de Belgard-sur-la-Persante
- Friedrich Ludwig Heinrich von Kleist (1771–1838), Generalmajor prussien
- Franz Otto von Kleist (de) (1771–1825), major prussien et chevalier de l'ordre Pour le Mérite
- Friedrich Julius von Kleist (de) (1776–1860), acteur de théâtre
- Heinrich von Kleist (1777–1811), poète
- Jakob Friedrich von Rüchel-Kleist (1778–1848), General der Infanterie prussien
- Carl Gottlieb von Kleist (de) (1778–1849), Generalmajor danois
- Leopold Friedrich von Kleist (de) (1780–1837), major et maître de poste prussien, frère de Heinrich von Kleist
- Wilhelm Heinrich Friedrich von Kleist (de) (1785–1867), Generalmajor prussien
- Louis Christoph Friedrich Heinrich von Kleist (de) (1790–1854), officier russe et chevalier de l'ordre Pour le Mérite
- Efim Antonowitsch von Kleist (de) (1794–1857), Generalmajor russe
- Karl Ludwig von Kleist (de) (1794–1869), administrateur d'arrondissement de Courlande
- Ferdinand von Kleist (1797–1867), General der Infanterie prussien
- Alexander von Kleist (de) (1799–1859), Landmarschall de Courlande
- Karl Heinrich von Kleist (de) (1801–1870), député de la chambre des représentants de Prusse
- Hermann Kleist von Nollendorf (de) (1804–1870), administrateur de l'arrondissement d'Halberstadt (de)
- Franz von Kleist (de) (1806–1882), Generalleutnant prussien
- Gustav von Kleist (de) (1801–1884), administrateur de l'arrondissement de Schweinitz
- Konstantin von Kleist (de) (1812–1886), Landmarschall de Courlande
- Anton von Kleist (de) (1812–1886), administrateur de l'arrondissement de Schlawe-en-Poméranie (de)
- Fedor von Kleist (1812–1871), Generalmajor prussien
- Hans Hugo von Kleist-Retzow (1814–1892), haut président de la province de Rhénanie
- Theodor von Kleist (de) (1815–1886), député de la chambre des seigneurs de Prusse
- August von Kleist (de) (1818–1890), Generalmajor prussien
- Ewald Heinrich Erdmann Bogislaff von Kleist-Wendisch Tychow (de) (1821–1892), agriculteur, vice-échanson prussien
- Georg Demetrius von Kleist (de) (1822–1886), Generalmajor prussien
- Ewald Christian Leopold von Kleist (1824–1910), Generalmajor der Infanterie prussien
- Ewald von Kleist (1825–1877), député du Reichstag et administrateur de l'arrondissement de Guben (de)
- Anna von der Asseburg (de), née baronne von Kleist, (1830–1905), propriétaire de la seigneurie de Neudek (de) avec Tüppelsgrün
- Hermann Kleist von Nollendorf (de) (1831–1870), administrateur de l'arrondissement d'Halberstadt (de)
- Hugo von Kleist-Retzow (de) (1834–1909), député du Reichstag
- Karl Wilhelm Heinrich von Kleist (1836–1917), General der Kavallerie prussien
- Viktor Benno von Kleist (1836–1923), Generalmajor prussien
- Conrad von Kleist (1839–1900), député du Reichstag
- Karl Ernst von Kleist (de) (1839–1912), Generalleutnant prussien
- Emil Viktor Albert Hugo von Kleist (1840–1896), Generalmajor
- Bernhard von Kleist (de) (1843–1929), député de la chambre des représentants de Prusse
- Max von Kleist (de) (1845–1923), Generalmajor prussien
- Paul von Kleist (de) (1846–1926), Generalleutnant prussien
- Ewald Carl von Kleist (1846–1897), Generalmajor prussien
- Friedrich Wilhelm von Kleist (1851–1936), diplomate
- Georg von Kleist (1852–1923), General der Kavallerie prussien
- Hans von Kleist (de) (1854–1927), Generalmajor prussien
- Jürgen von Kleist-Retzow (de) (1854–1897), administrateur de l'arrondissement de Belgard-sur-la-Persante
- Erwin von Kleist (1855–1910), Generalmajor prussien
- Alfred von Kleist (1857–1921), Generalleutnant prussien et chevalier de l'ordre Pour le Mérite
- Friedrich von Kleist (1858–1917), Generalleutnant prussien
- Friedrich Georg Ewald von Kleist (1864–1918), Generalmajor prussien
- Ruth von Kleist-Retzow (de) (1867–1945), née comtesse von Zedlitz und Trützschler (de)
- Wolf-Friedrich von Kleist-Retzow (1868–1933), administrateur d'arrondissement
- Leopold von Kleist (de) (1872–1946), officier et ministre prussien
- Paul Ludwig Ewald von Kleist (1881–1954), Generalfeldmarschall
- Ewald von Kleist-Wendisch Tychow (de) (1882–1953), juriste et agriculteur
- Adolf Friedrich Theodor von Kleist (de) (1886–1957), Generalleutnant allemand
- Ewald von Kleist-Schmenzin (de) (1890–1945), agriculteur et homme politique conservateur
- Diether von Kleist (de) (1890–1971), officier et historien allemand
- Karl Wilhelm von Kleist (de) (1914–1994), Brigadegeneral allemand
- Ewald-Heinrich von Kleist-Schmenzin (1922–2013), officier et éditeur allemand